# ژانگ جیاچی
ژانگ جیاچی (انگلیسی: Zhang Jiaqi؛ زادهٔ ۲۸ مهٔ ۲۰۰۴) شیرجه‌رو زن اهل چین است.
وی در مسابقات کشوری و بین‌المللی در مجموع برندهٔ ۵ مدال طلا شده‌است.